# Glandirana minima
Glandirana minima es una especie de anfibio anuro de la familia Ranidae.

## Distribución geográfica
Es endémica de la provincia de Fujian (China). Su rango altitudinal oscila entre 110 y 550 m s. n. m..

## Estado de conservación
Se encuentra amenazada por la pérdida de su hábitat natural.